# The Perfect Match
Pour plus de détails, voir Fiche technique et Distribution.
The Perfect Match est une comédie américaine de Bille Woodruff sortie en 2016.

## Synopsis
Charlie est un playboy qui est convaincu que ses relations sont mortes, même si sa sœur, une thérapeute, essaie de lui dire le contraire. Ses meilleurs amis lui parient que s'il sort avec une femme pendant un mois, il tombera amoureux. Charlie prend le pari parce qu'il croit qu'il est à l'abri de l'amour, jusqu'à ce qu'il rencontre la belle et mystérieuse Éva. Convenant à une histoire occasionnelle, Charlie se rend compte qu'il veut un peu plus de leur relation.

## Fiche technique
- Titre original : The Perfect Match
- Réalisation : Bille Woodruff
- Scénario : Brandon Broussard, Gary Hardwick et Dana Verde
- Musique : Kurt Farquhar
- Photographie : Tommy Maddox-Upshaw
- Montage : Michael Jablow
- Direction artistique : Niko Vilaivongs
- Décors : Azul Hicks
- Costumes : Janelle Nicole Carothers
- Casting : Kimberly Hardin et Natasha Ward
- Production : Yanelley Arty, Alex Avant, Johnson Chan, Shakim Compere et Douglas Shaffer
- Sociétés de production :  Codeblack Films et Jorva Productions
- Sociétés de distribution : Lionsgate
- Genre : comédie
- Budget estimé : 10.4 millions de dollars
- Dates de sortie : 
  -  États-Unis : 11 mars 2016

## Distribution
- Terrence J : Charlie
- Cassie Ventura : Eva
- Donald Faison : Rick
- Dascha Polanco : Pressie
- Robert Christopher Riley : Victor
- Lauren London : Ginger
- Paula Patton : Sherry
- Layla Jama : Dana
- Casper Smart : Abram
- Joe Pantoliano : Marty
- French Montana : lui-même
- Steven Daniel Brun : Kareem
- Timothy DeLaGhetto : lui-même
- Brandy Norwood : Avatia
- Kali Hawk : Karen
- Bria L. Murphy : Mimi
- John Nania : Boris
- Chantel Jeffries : Fawn
- Draya Michele : Holly
- Anzu Lawson : Sophia
- Jessica White : Tammi
- Kevin Michael Walsh : Nate
- Robin Givens : Geneva
- DeJuan Renfroe : Raymond
- Candice Craig : Cindy